# دريم (فنون قتالية مختلطة)
دريم (بالإنجليزية: Dream)‏ كانت منظمة يابانية للترويج لفنون القتال المختلطة روج لها التنفيذيون السابقون في برايد ومروج كيه-1 مجموعة القتال والترفيه.